# Himantigera fulvithorax
Himantigera fulvithorax är en tvåvingeart som först beskrevs av Jacques-Marie-Frangile Bigot 1879.  Himantigera fulvithorax ingår i släktet Himantigera och familjen vapenflugor. Inga underarter finns listade i Catalogue of Life.